# Тобольск (городской округ)
Го́род Тобо́льск — муниципальное образование (городской округ), соответствующее одноимённому административно-территориальному образованию (городу) в Тюменской области России.
Административный центр — город Тобольск.

## История
Статус и границы муниципального образования установлены законом Тюменской области от 5 ноября 2004 года № 263 «Об установлении границ муниципальных образований Тюменской области и наделении их статусом муниципального района, городского округа и сельского поселения».
Состав населённых пунктов, относящихся к административно-территориальному образованию городу Тобольску, установлены законом Тюменской области от 04 ноября 1996 года № 53 «Об административно-территориальном устройстве Тюменской области».

## Население
| 2002     | 2009     | 2010     | 2011     | 2012     | 2013     | 2014     |
| -------- | -------- | -------- | -------- | -------- | -------- | -------- |
| 107 494  | ↘103 411 | ↗103 583 | ↘103 466 | ↘102 042 | ↘101 867 | ↘101 687 |
| 2015     | 2016     | 2017     | 2018     | 2019     | 2020     | 2021     |
| ↗101 781 | ↗102 019 | ↗102 417 | ↗102 453 | ↘102 242 | ↗102 279 | ↗103 709 |
| 2024     |          |          |          |          |          |          |
| ↘102 733 |          |          |          |          |          |          |

## Населённые пункты
В состав муниципального и административно-территориального образования города Тобольска входят 2 населённых пункта:
| № | Населённый пункт | Тип населённого пункта        | Население |
| - | ---------------- | ----------------------------- | --------- |
| 1 | Сумкино          | посёлок                       | ↗3357     |
| 2 | Тобольск         | город, административный центр | ↘99 454   |

### Упразднённые населённые пункты
В 2004 году включены в состав города Тобольск и исключены из учётных данных: поселок Иртышский, рабочий поселок Менделеево, село Верхнефилатово, деревню Алемасова, деревню Анисимова, деревню Волгина, деревню Защитина, деревню Зырянова, деревню Савина  